# Horvatska (vattendrag i Kroatien)
Horvatska är ett vattendrag i Kroatien.   Det ligger i länet Krapina-Zagorjes län, i den norra delen av landet, 21 km norr om huvudstaden Zagreb.